# Chrysotrichia tabonensis
Chrysotrichia tabonensis är en nattsländeart som beskrevs av Wolfram Mey 1998. Chrysotrichia tabonensis ingår i släktet Chrysotrichia och familjen smånattsländor. Inga underarter finns listade i Catalogue of Life.